# Achille Varzi
Achille Varzi (Galliate, 8 de agosto de 1904 — Berna, 1 de julho de 1948) foi um piloto de corridas italiano de motocicletas e automóveis

## Biografia
Varzi começou a correr em motos aos 18 anos. Em 1923 vence o campeonato italiano pela primeira vez. Em 1926 vence novamente. Nesse mesmo ano começa a correr em carros. Em 1929 entra para a equipe Alfa Romeo.
A partir de 1936 para de correr por motivo da Segunda Guerra Mundial o que devia encerrar sua carreira definitivamente. Mas em 1946 volta às pistas.
Em 1948 durante o GP de Berna, perde o controle do seu Alfa 158 e sofre um acidente fatal.

## Carreira
- 1929: Monza
- 1930: Targa Florio - Coppa Acerbo - Monza - Espanha
- 1931: Tunisia
- 1932: Tunisia
- 1933: Mônaco - Avusrennen - Tripoli
- 1934: Mille Miglia - Targa Florio - Tripoli
- 1935: Coppa Acerbo - Tunisia
- 1936: Tripoli

## Morte
Seu caixão esteve três dias no chassi de um carro de corrida durante o velório. Aproximadamente 15 mil pessoas estiveram em seu sepultamento.
No epitáfio de sua sepultura está escrito:
Talvez estivesses destinado a morrer, Achille, porque na tua forma de conduzir havia algo desse génio que é um dos maiores mistérios da natureza, e a natureza esforça-se por destruir aqueles que chegam demasiado perto dela. Beethoven foi golpeado com a surdez quando pareceu estar para transcender poderes do homem na expressão musical. Galileo ficou cego quando tentou sondar a infinito e as suas leis. As mãos de Leonardo da Vinci foram aleijadas quando estava a ponto de chegar mais próximo da perfeição do que qualquer outro homem antes dele. Também tu, Achille, foste destruído quando pensaste ultrapassar o conhecimento que o homem tem das fronteiras da velocidade.